# Viktoriia Safonova
Pour les articles homonymes, voir Safonov.
Viktoriia Nikolaïevna Safonova (russe : Виктория Николаевна Сафонова ; ukrainien : Вікторія Миколаївна Сафонова), née le 18 avril 1988 à Simferopol (RSS d'Ukraine), est une pongiste handisport russo-ukrainienne concourant en classe 7 pour la Russie depuis 2016.

## Carrière
Née en Ukraine, elle concoure pour ce pays lors de ses deux premiers Jeux. En 2008 à Pékin, elle ne dépasse pas le stade des qualifications en individuel et est éliminée en quarts par équipes. Lors des Jeux de Londres, elle remporte sa première médaille en gagnant le match pour la médaille de bronze face à la Turque Kübra Korkut 3 sets à 1.
Représentant la Russie au niveau paralympique pour la première fois aux Jeux de 2020, elle est médaillée d'argent en classe 7, battue en finale 3 sets à 2 par la Néerlandaise Kelly van Zon.